# Zoulang Nanshan
Zoulang Nanshan (kinesiska: 走廊南山) är en bergskedja i Kina. Den ligger i den centrala delen av landet, 1 500 km väster om huvudstaden Peking.